# Alexej Tomilov
Alexej Tomilov (rusky: Алексей Томилов; * 15. června 1983 Kirov) je ruský horolezec a reprezentant v ledolezení, mistr světa a Evropy v ledolezení na obtížnost. Několikanásobný medailista v celkovém hodnocení světového poháru v ledolezení na obtížnost a rychlost.
Ledolezení se věnuje také jeho mladší bratr Maxim Tomilov, mistr světa i Evropy.

## Výkony a ocenění
- 2007: vicemistr světa
- 2012: druhé místo v celkovém hodnocení světového poháru (obtížnost i rychlost)
- 2013: mistr světa
- 2014: mistr Evropy

### Závodní výsledky
| Mistrovství světa v ledolezení | Mistrovství světa v ledolezení | Mistrovství světa v ledolezení | Mistrovství světa v ledolezení | Mistrovství světa v ledolezení | Mistrovství světa v ledolezení | Mistrovství světa v ledolezení |
| Rok                            | 2007                           | 2009                           | 2011                           | 2013                           | 2015                           | 2017                           |
| ------------------------------ | ------------------------------ | ------------------------------ | ------------------------------ | ------------------------------ | ------------------------------ | ------------------------------ |
| Obtížnost                      | 2                              | 10                             |                                | 1                              | 3                              | 27-32                          |

| Světový pohár v ledolezení | Světový pohár v ledolezení | Světový pohár v ledolezení | Světový pohár v ledolezení | Světový pohár v ledolezení | Světový pohár v ledolezení | Světový pohár v ledolezení | Světový pohár v ledolezení | Světový pohár v ledolezení | Světový pohár v ledolezení | Světový pohár v ledolezení | Světový pohár v ledolezení | Světový pohár v ledolezení | Světový pohár v ledolezení | Světový pohár v ledolezení | Světový pohár v ledolezení | Světový pohár v ledolezení |
| Rok                        | 2002                       | 2003                       | 2004                       | 2005                       | 2006                       | 2007                       | 2009                       | 2010                       | 2011                       | 2012                       | 2013                       | 2014                       | 2015                       | 2016                       | 2017                       | 2018                       |
| -------------------------- | -------------------------- | -------------------------- | -------------------------- | -------------------------- | -------------------------- | -------------------------- | -------------------------- | -------------------------- | -------------------------- | -------------------------- | -------------------------- | -------------------------- | -------------------------- | -------------------------- | -------------------------- | -------------------------- |
| Obtížnost                  | ?                          | ?                          | nehodnotilo se             | nehodnotilo se             | —                          | 3                          | 3                          | 7                          | 8-9                        | 2                          | 5                          | 3                          | 3                          | 4                          | 5                          | 5                          |
| jednotlivě* (4/8/6)        | ,?,?, · ?,,?,              | ,?, · ?,                   | ?                          | ?                          | —                          | 4, · ,                     | 5, 10,4                    | 12,11, 7,5                 | 49,5, 7,16                 | ,-, · ,14,                 | ,12, · ,17,13              | ,5, · 5,4,                 | 5,12,6, · ,,6              | , · 17,4                   | 5,10, · 8,,5               | 4,, · 4,5,8                |
|                            |                            |                            |                            |                            |                            |                            |                            |                            |                            |                            |                            |                            |                            |                            |                            |                            |
| Rychlost                   | ?                          | ?                          | nehodnotilo se             | nehodnotilo se             | —                          | 10                         | ?                          | 4                          | 7                          | 2                          | 8                          | 10                         | 7                          | 4                          | 9                          | 9                          |
| jednotlivě* (2?/2?/2?)     | ?                          | ?, · ?,                    | ?                          | ?                          | —                          | 7,-,19                     | ?                          | 8,5, 8,4                   | 4,13, 8,5                  | , · 7,7,5                  | 17,17, · ,7,12             | 8,11, 11,12                | 4,9,9, · 7,,19             | ,5, · 4,14                 | 9,10, 7,13                 | 13,6, 10,13,17             |

* pozn.: napravo jsou poslední závody v roce
| Mistrovství Evropy v ledolezení | Mistrovství Evropy v ledolezení | Mistrovství Evropy v ledolezení | Mistrovství Evropy v ledolezení |
| Rok                             | 2014                            | 2016                            | 2018                            |
| ------------------------------- | ------------------------------- | ------------------------------- | ------------------------------- |
| Obtížnost                       | 1                               | 3                               | 4                               |